# 1942
1942 (MCMXLII) fue un año común comenzado en jueves según el calendario gregoriano.

## Acontecimientos

### Enero
- 1 de enero: en Nueva York (Estados Unidos) se firma la Declaración de las Naciones Unidas
- 3 de enero: en China ―en el marco de la segunda guerra sino-japonesa―, Chiang Kai-shek es nombrado comandante en jefe de todas las fuerzas aliadas.
- 6 de enero: en el campo de concentración de Buchenwald comienzan los primeros experimentos con seres humanos sobre el tifus exantemático.
- 7 de enero: en Libia, el grupo nazi Afrika Korps se retira en dirección a Trípoli.
- 10 de enero: Japón invade Indonesia.
- 10 de enero: en Uruguay Comienza la 17.ª edición de la Copa América.
- 19 de enero: el ejército japonés invade Birmania.
- 20 de enero: Segundo hito de Schoenstatt. Se decide que el Padre José Kentenich puede salir de Dachau.
- 20 de enero: Se realiza en el suburbio berlinés de Wansee la Conferencia de Wansse en la que participan catorce altos funcionarios gubernamentales de la Alemania nazi y líderes de las Schutzstaffel (SS), con el propósito de garantizar la cooperación de los líderes administrativos de varios departamentos gubernamentales en la implementación de la llamada Solución final a la cuestión judía.
- 22 de enero: en Bahía Blanca (Argentina) se inaugura el Estadio Roberto Natalio Carminatti del Club Olimpo.
- 29 de enero: en Río de Janeiro (Brasil) se firma el Protocolo de Río de Janeiro para poner fin al conflicto entre las repúblicas de Ecuador y Perú

### Febrero
- 1 de febrero: en Noruega, Vidkun Quisling es nombrado primer ministro.
- 1 de febrero: en el campo de concentración de Buchenwald se lleva a cabo otro grupo de experimentos sobre el tifus exantemático.
- 1 de febrero: en Chile, Juan Antonio Ríos vence las elecciones presidenciales.
- 3 de febrero: ataque aéreo japonés al puerto de Suraya.
- 6 de febrero: llega a Barcelona el vapor Apolo cargado de trigo procedente de Argentina.
- 7 de febrero: la ofensiva alemana en Libia queda detenida en el Gazale.
- 7 de febrero: en Montevideo (Uruguay) Finaliza la Copa América y Uruguay gana su Octava Copa América.
- 8 de febrero:  en Tlalnepantla (México) se inaugura la plaza de toros Esteban García.
- 9 de febrero: en Nueva York, un incendio destruye el transatlántico francés Normandie.
- 10 de febrero: se crea un Consejo de Guerra aliado para el Pacífico.
- 11 de febrero: frente al puerto francés de Brest, los buques de guerra alemanes Gneisenau, Scharnhorst y Prinz Eugen rompen el bloqueo británico.
- 14 de febrero: en Boston, Cornelius Warmerdam logra el récord mundial de salto con pértiga, con una marca de 4,77 metros.
- 15 de febrero: en el marco de la Segunda Guerra Mundial (1939-1945) cae la ciudad de Singapur. Tras un asalto de las fuerzas japonesas, el general británico Arthur Percival se rinde. Unos 80 000 soldados indios, británicos y australianos se convierten en prisioneros de guerra, la mayor rendición de personal militar dirigido por los británicos en la historia.
- 19 de febrero: en Ecuador, el volcán Cotopaxi (volcán) entra en actividad y causa grandes daños.
- 19 de febrero: en Australia, casi 150 aviones de guerra japoneses atacan la ciudad de Darwin.
- 21 de febrero: se produce un golpe de Estado en Uruguay que supone la continuación en la presidencia del general Alfredo Baldomir.
- 23 de febrero: en Brasil, el escritor austríaco Stefan Zweig se suicida junto con su esposa en su exilio.
- 24 de febrero: en el mar Negro, a unos 16 km al norte del estrecho del Bósforo, ―en el marco de la Segunda Guerra Mundial (1939-1945)― el submarino soviético SC‑213 torpedea el barco de carga Struma, que había sido arrastrado hasta ese sitio por un transbordador turco, por órdenes del embajador británico. Mueren 768 refugiados judíos y 10 tripulantes. Solo queda un superviviente, David Stoliar, de 19 años, que es rescatado por pescadores turcos.
- 24 de febrero: en Ankara (Turquía) el embajador alemán Franz von Papen sufre un atentado.
- 27 al 28 de febrero: en la noche se da comienzo a la Operación Biting tras la ocupación alemana de Seine-Maritime, que consistía en que un grupo de paracaidistas británicos debían destruir una estación de radar alemana y salir ilesos.

### Marzo
- 1 de marzo: en Sagunto se inaugura un alto horno para siderurgia.
- 3 de marzo: en Francia, aviones de la Real Fuerza Aérea británica atacan las fábricas Renault.
- 3 de marzo: incursión británica contra la base Diego Suárez (Madagascar).
- 15 de marzo: inicio de emisiones de Radio Exterior de España
- 17 de marzo: en el campo de exterminio de Bełżec se llevan a cabo los primeros asesinatos de judíos.

### Abril
- 2 de abril: la flota japonesa lleva a cabo operaciones navales en torno a Ceilán.
- 7 de abril: los soviets restablecen el enlace ferroviario con Leningrado.

### Mayo
- 13 de mayo: ante las costas de Florida (Estados Unidos), el submarino alemán U-564 hunde el barco petrolero mexicano Potrero del Llano (siendo México un país neutral en la Segunda Guerra Mundial). Mueren 14 marinos, entre ellos el capitán de la nave.
- 13 de mayo: un terremoto de 7,9 sacude la provincia ecuatoriana de Manabí dejando 300 fallecidos.
- 14 de mayo: México envía a las 21 horas ―a través de su legación en Suecia― una nota de protesta con fecha límite de respuesta satisfactoria el 21 de mayo, ante los gobiernos de Alemania (que se niega a recibirla), Italia y Japón (que pese a haberla recibido no dan contestación alguna).
- 17 de mayo: en Járkov, las fuerzas alemanas llevan a cabo una contraofensiva.
- 20 de mayo: el submarino alemán U-106 hunde el barco petrolero mexicano Faja de Oro. Mueren 9 marinos, entre ellos el capitán de la nave.
- 22 de mayo: México declara la guerra a Alemania, Italia y Japón; da inicio así la participación de México en la Guerra Mundial.
- 27 de mayo: atentado en Praga contra Reinhard Heydrich, jefe de la Oficina Central de Seguridad del Reich, Protector de Bohemia y Moravia y uno de los artífices de la Solución Final.

### Junio
- 4 a 7 de junio de 1942: Batalla de Midway, punto de inflexión en el frente del Pacífico de la Segunda Guerra Mundial
- 13 de junio: en Washington (Estados Unidos) ―en el marco de la Segunda Guerra Mundial (1939‑1945)―, el Gobierno abre la Oficina de Información de Guerra (un centro para la producción de propaganda) y la Oficina de Servicios Estratégicos, que más tarde se convertirá en la CIA (Agencia Central de Inteligencia).
- 14 de junio: en la ciudad argentina de Punta Alta (provincia de Buenos Aires) se inaugura la Parroquia Nuestra Señora de Luján.
- 21 de junio: en la Segunda Guerra Mundial, Tobruk cae en manos de las fuerzas italianas y alemanas.
- 21 de junio: en Fort Stevens ―en el marco de la Segunda Guerra Mundial―, un submarino japonés navega por el río Columbia (en el estado de Oregón), disparando 17 torpedos en uno de los pocos ataques japoneses en territorio estadounidense.
- 21 de junio: en Tirat Tsvi (Israel) se registra la temperatura más alta en la Historia de todo el continente asiático): 53,9 °C (129 °F).
- 24 de junio: en Nueva Zelanda sucede un terremoto de 7.2, que deja un muerto.
- 25 de junio: el general Eisenhower toma el mando de los efectivos estadounidenses en el Reino Unido
- 26 de junio: en el puerto de Veracruz (México), el submarino alemán U‑129 hunde el barco petrolero mexicano Túxpam. Mueren 4 marinos.
- 27 de junio: en el puerto de Veracruz (México), el submarino alemán U‑129 hunde el barco mexicano Las Choapas. Mueren 3 marinos.
- 27 de junio: el argentino Vito Dumas inicia su viaje alrededor del mundo por la ruta del paralelo 40 (los Cuarenta Bramadores), hazaña que le insumió 401 días de navegación solitaria.

### Julio
- Entre el 1 y el 23 de julio: el Afrika Korps avanza hasta el puerto egipcio de El Alamein, donde es detenido por las fuerzas británicas, indias, Australianas, Neozelandesas y Sudafricanas.
- 2 de julio: se crea el 644° Batallón de Destructor de Tanque, que es enviado a las Ardenas.
- 5 de julio: los Tigres Voladores son absorbidos por la USAAF como el 23.º Grupo de Caza, dejando una marca de 286 victorias.
- 8 de julio: en Argentina son liberados los «presos de Bragado», tres anarquistas ―Pascual Vuotto, Reclus de Diago y Santiago Mainini― injustamente encarcelados once años antes.
- 17 de julio de 1942 a 2 de febrero de 1943: Batalla de Stalingrado, punto de inflexión del Frente Oriental de la Segunda Guerra Mundial
- 17 de julio: en España ―en el marco de la Dictadura franquista― se promulga la Ley Constitutiva de las Cortes Españolas.
- 23 de julio: comienzan las deportaciones de judíos del Gueto de Varsovia hacia el Campo de exterminio de Treblinka. Desde esta fecha serán deportadas 6000 personas

### Agosto
- 1 de agosto: en España se publica el primer libro en lengua catalana tras la guerra: Rosa mística, obra eclesiástica del padre Camil Geis.
- 1 de agosto: comienza en República Dominicana el tercer periodo presidencial de Rafael Leónidas Trujillo.
- 1 de agosto: en Daegu (Corea del Sur) se registra la temperatura más alta en la Historia de ese país: 40 °C (104 °F).
- 2 de agosto: en Nueva Zelanda se registra un terremoto de 6,8.
- 6 de agosto: en Guatemala se registra un fuerte terremoto de 7,7 que deja 38 fallecidos.
- 19 de agosto: en Dieppe (Francia), la operación de desembarco Operación Jubilee con 6000 soldados canadienses resulta un sangriento fracaso. La experiencia permitirá planificar el desembarco de Normandía, en 1944.
- 23 de agosto: durante la batalla de Stalingrado, las tropas alemanas llegaron al río Volga al Norte de Stalingrado.
- 24 de agosto: un terremoto de 8,4 sacude las ciudades peruanas de Ica y Arequipa dejando un saldo de 30 muertos y 25 heridos.
- 27 de agosto: en las barrancas de las afueras de la ciudad de Sarny, 314 km al oeste de Kiev (en la Ucrania ocupada por Alemania), la Policía auxiliar ucraniana, asistida por unos 200 nacionalistas de la Organización Todt (que pasaron semanas saqueando cada hogar judío ucraniano) ejecutan a tiros a unos 18 000 hombres, mujeres y niños judíos (masacre de Sarny, entre el 27 y el 28 de agosto).
- 29 de agosto: en el campo de concentración de Jasenovach (Croacia) ― en el marco del genocidio serbio―, el seminarista católico franciscano Petar Brzica (1917-2010) degüella a 1360 no católicos (serbios cristianos, serbios musulmanes y gitanos. Hasta la llegada del comunismo en 1945, morirán en ese campo fascista católico entre 0,3 y 0,4 millones de hombres, mujeres y niños.
- 31 de agosto: en Ternópil (Ucrania), una brigada de las SS organiza la primera deportación de judíos del gueto de Ternópil al Campo de Exterminio de Belzec.

### Septiembre
- 1 de septiembre: el 8.º Regimiento, de la 15.ª División Panzer, llega a 18 km de la costa egipcia, pero la RAF y la artillería aliada atacan implacablemente al resto del Afrika Korps, que por la tarde ya carece de camiones para abastecer a sus carros, muchos de los cuales son abandonados tras agotarse su combustible. De noche, Erwin Rommel ordena suspender el ataque y varias unidades retroceden en orden, pasando a la defensiva; todos los avances se detienen.
- 1 de septiembre: en el Norte de África, el as de la Luftwaffe Hans Joachim Marseille despega 3 veces, desde las 07:30 hasta las 16:00 horas aprox., abatiendo él solo a 17 cazas británicos y estadounidenses en la zona al sur y sudeste de Imayid. Mañana recibirá la Cruz de Caballero con Hojas de Roble, Espadas y Diamantes. Sin embargo, su padre, el general de la Wehrmacht Hans Joachim, muere ese mismo día en Stalingrado.
- 3 de septiembre: formación del Cuarto Gobierno nacional de España (1942-1945).
- 4 de septiembre: en Argentina se crea por la sanción de la Ley n.º 5327 el departamento Rawson, en la provincia de San Juan.

### Octubre
- 14 de octubre: El Depósito Aéreo de Oklahoma City recibió el nombre de Tinker Field en honor al aviador Clarence Tinker.
- 31 de octubre: en Inglaterra, un ataque aéreo alemán destruye el centro de la ciudad de Canterbury.

### Noviembre
- 8 de noviembre: para conmemorar el Putsch de 1923, Adolf Hitler pronunció un discurso en la Löwenbräukeller de Múnich dirigido a los alten Kämpfern (viejos luchadores), anunciándoles la segura victoria en el frente de Stalingrado.
- 9 de noviembre: Erik Scavenius es elegido primer ministro de Dinamarca.
- 19 de noviembre: el ejército soviético da inicio a la operación Urano, movimiento en pinza que tiene como objetivo cercar el 6.º ejército alemán en Stalingrado.
- 23 de noviembre: en Stalingrado, las dos pinzas del ejército soviético se encuentran en Kalach, quedando cercado el 6.º ejército alemán.
- 29 de noviembre: en Uruguay se celebran elecciones, que son ganadas por Juan José de Amézaga. Por primera vez son electas cuatro mujeres al parlamento uruguayo.

### Diciembre
- 2 de diciembre: Proyecto Manhattan: bajo las graderías del estadio Stagg Field de la Universidad de Chicago, un equipo dirigido por Enrico Fermi logra iniciar la primera reacción nuclear en cadena controlada. Para comunicárselo al presidente de los Estados Unidos, Franklin D. Roosevelt, se le envió el siguiente mensaje cifrado: «El navegante italiano ha desembarcado en el nuevo mundo».
- 20 de diciembre: en Turquía se registra un devastador terremoto de 7,0 que deja 3.000 fallecidos.

## Nacimientos

### Enero
- 1 de enero: Alassane Ouattara, presidente marfileño.
- 2 de enero: Manuel Gutiérrez Aragón, director de cine y guionista español.
- 3 de enero: Laszlo Solyom, político húngaro (f. 2023).
- 4 de enero: 
  - Gerardo Vallejo, cineasta argentino (f. 2007).
  - John McLaughlin, guitarrista británico de jazz.
- 5 de enero: 
  - Terenci Moix, escritor español (f. 2003).
  - Maurizio Pollini, pianista italiano.
- 6 de enero: 
  - Eddie Gutiérrez, actor filipino.
  - Rosa María Mateo, presentadora española de televisión.
- 7 de enero: Vasili Alekséyev, levantador de pesas soviético (f. 2011).
- 8 de enero: Stephen Hawking, físico británico (f. 2018).
- 9 de enero: K Callan, actriz y escritora estadounidense.
- 14 de enero: Judith Merkle Riley, escritora estadounidense.
- 17 de enero: 
  - Cassius Clay (Muhammad Alí), boxeador estadounidense (f. 2016).
  - Forges, humorista gráfico español (f. 2018).
- 18 de enero: Johnny Servoz-Gavin, piloto francés de automovilismo (f. 2006).
- 19 de enero: Reiner Schöne, actor alemán.
- 21 de enero: Fernando Baeza Meléndez, político mexicano.
- 21 de enero: Mac Davis, actor, cantante y compositor de música country estadounidense (f. 2020).
- 21 de enero: Francisco Javier González Acuña (Fico), matemático mexicano del Instituto de Matemáticas de la UNAM y en el CIMAT de Guanajuato.
- 25 de enero: Eusébio, futbolista portugués (f. 2014).
- 29 de enero: Arnaldo Tamayo, primer cosmonauta cubano.

### Febrero
- 1 de febrero: Terry Jones, actor, comediante y escritor británico, del grupo cómico Monty Python (f. 2020).
- 2 de febrero: Graham Nash, músico británico, de la banda The Hollies.
- 4 de febrero: Ovidi Montllor, cantautor y actor español (f. 1995).
- 5 de febrero: Janine Pommy Vega, poetisa estadounidense de la Generación beat (f. 2010).
- 8 de febrero: 
  - Alberto Restuccia, actor, performer, dramaturgo, director teatral y profesor uruguayo (f. 2020).
  - Robert Klein, comediante, cantante y actor estadounidense.
- 9 de febrero: Carole King, cantautora estadounidense.
- 11 de febrero: 
  - Graciela Dufau, actriz argentina.
  - Coco López, periodista y politólogo argentino.
  - Horacio Verbitsky, periodista y activista argentino.
- 12 de febrero: Ehud Barak, político israelí.
- 14 de febrero: 
  - Andrew Robinson, actor estadounidense.
  - Michael Bloomberg, político estadounidense.
- 16 de febrero: 
  - Kim Jong-il, presidente norcoreano (f. 2011).
  - Juan Carlos Dual, actor argentino.
- 21 de febrero: Margarethe von Trotta, cineasta alemana.
- 22 de febrero: Christine Keeler, modelo y cabaretera británica. (f. 2017)
- 24 de febrero: 
  - Jenny O'Hara, actriz estadounidense.
  - Joe Lieberman, político estadounidense.
- 25 de febrero: Karen Grassle, actriz estadounidense.
- 27 de febrero: 
  - Robert H. Grubbs, científico estadounidense (f. 2021).
  - Miguel Ángel Santoro, futbolista argentino.
- 28 de febrero: Dino Zoff, futbolista italiano.

### Marzo
- 2 de marzo: 
  - Lou Reed, cantante y músico estadounidense (f. 2013).
  - Mir-Hosein Musaví, político iraní.
- 4 de marzo: Enrique Kuny Mena, historiador salvadoreño. (f.2003)
- 5 de marzo: Felipe González, presidente del gobierno español entre 1982 y 1996.
- 8 de marzo: Teresa Velázquez, actriz mexicana (f. 1998).
- 9 de marzo: John Cale, músico galés.
- 11 de marzo: Josep Maria Beà, historietista español.
- 12 de marzo: Emeterio Gómez, profesor, economista y filósofo venezolano.
- 13 de marzo: Scatman John, cantante estadounidense (f. 1999).
- 14 de marzo: Barbara Evelyn Bailey, educadora, escritora y académica en estudios de género jamaicana.
- 21 de marzo: Fradique de Menezes, político en Sao Tomé y Príncipe.
- 22 de marzo: Leo Dan, cantante, compositor y actor argentino (f. 2025).
- 24 de marzo:
  - Josefina Delgado, profesora de Letras, egresada de la Facultad de Filosofía y Letras de la Universidad de Buenos Aires.
  - Roberto Lavagna, Ministro de Economía de 2002 hasta 2005, político

y  economista argentino.
- 25 de marzo: 
  - Aretha Franklin, cantante estadounidense (f. 2018).
  - Richard O'Brien, escritor, presentador y actor británico-neozelandés.
- 26 de marzo: María del Carmen Avendaño López, doctora en farmacia, española y académica de número de la Real Academia Nacional de Farmacia.
- 27 de marzo: 
  - Art Evans, actor estadounidense.
  - John Sulston, biólogo británico.
  - Michael York, actor británico.
- 28 de marzo: 
  - Daniel Dennett, filósofo y escritor estadounidense.
  - Neil Kinnock, político británico.
- 29 de marzo: Santiago Pampillón, activista estudiantil y obrero argentino (f. 1966).

### Abril
- 2 de abril: Roshan Seth, actor indio-británico.
- 3 de abril: 
  - Marsha Mason, actriz estadounidense.
  - Rosita Escalada Salvo, escritora, periodista y docente argentina.
  - Wayne Newton, cantante estadounidense.
- 4 de abril: Jorge Alí Triana, actor, guionista y director del cine y televisión colombiano.
- 7 de abril:  José Javier Múgica Astibia, fue un concejal de UPN en el Ayuntamiento de Leiza (Navarra), asesinado por la banda terrorista ETA.
- 8 de abril: Yair Klein, militar y mercenario israelí.
- 10 de abril: Ian Callaghan, futbolista británico.
- 12 de abril: Carlos Alberto Reutemann, piloto de Fórmula 1 y político argentino (f. 2021).
- 16 de abril: Frank Williams, fundador y mánager del equipo Williams Racing de Fórmula 1 (f. 2021).
- 17 de abril: David Bradley, actor británico.
- 18 de abril: Jochen Rindt, piloto austriaco de automovilismo (f. 1970).
- 20 de abril: Arto Paasilinna, escritor finlandés.
- 23 de abril; 
  - Jorge Figueroa Acosta, pintor, muralista y escultor mexicano.
  - Sandra Dee, actriz cinematográfica estadounidense.(f. 2005).
- 24 de abril: Barbra Streisand, actriz, cantante y cineasta estadounidense.

### Mayo
- 1 de mayo: Stephen Macht, actor estadounidense.
- 3 de mayo: Věra Čáslavská, gimnasta checa (f. 2016).
- 5 de mayo: 
  - María Cristina Gómez, líder comunitaria y maestra salvadoreña asesinada por el Gobierno (f. 1989).
  - Marc Alaimo, actor estadounidense.
  - Joaquín Leguina, político y escritor español.
  - Tammy Wynette, cantante estadounidense (f. 1998).
- 7 de mayo: Andy Montañez, cantante puertorriqueño.
- 9 de mayo: John Ashcroft, político estadounidense.
- 13 de mayo: Vladimir Dzhanibekov, cosmonauta soviético.
- 16 de mayo: Graciela Iturbide, fotógrafa mexicana.
- 17 de mayo: Ramón Sánchez-Ocaña, presentador de televisión español.
- 18 de mayo: Nobby Stiles, futbolista británico (f. 2020).
- 20 de mayo: David Proval, actor estadounidense.
- 21 de mayo: 
  - Humberto Serrano, actor argentino de origen español (f. 2013).
  - Danny Ongais, piloto estadounidense de automovilismo (f. 2022).
- 22 de mayo: Barbara Parkins, actriz y cantante canadiense.
- 23 de mayo: 
  - José Omar Pastoriza, futbolista y director técnico argentino (f. 2004).
  - Gabriel Camargo Salamanca, empresario colombiano (f. 2022).
- 24 de mayo: Norma Herrera, actriz mexicana.
- 25 de mayo: Marcos Mundstock, comediante argentino y miembro de Les Luthiers (f. 2020).
- 27 de mayo: Piers Courage, piloto británico de automovilismo (f. 1970).

### Junio
- 1 de junio: 
  - Honorino Landa, futbolista chileno.
  - Bansi Pandit, escritor religioso hinduista, conferencista e ingeniero nuclear indio.
  - Josefina Gómez Mendoza, geógrafa, escritora y catedrática emérita española.
- 2 de junio: Maree Cheatham, actriz estadounidense.
- 5 de junio: Teodoro Obiang Nguema, militar y político ecuatoguineano.
- 7 de junio: Muamar el Gadafi, coronel y político libio (f. 2011).
- 9 de junio: Américo Navarro, humorista y actor venezolano.
- 16 de junio: Giacomo Agostini, piloto de automovilismo y motociclismo italiano.
- 18 de junio: 
  - Roger Ebert, crítico cinematográfico estadounidense (f. 2013).
  - Paul McCartney, músico británico, bajista de The Beatles.
  - Thabo Mbeki, político sudafricano.
  - Nick Tate, actor australiano.
- 20 de junio: 
  - Brian Wilson músico estadounidense, de la banda The Beach Boys.
  - Chelcie Ross, actor estadounidense.
- 23 de junio: James Marcus, actor de cine y televisión británico.
- 24 de junio: Eduardo Frei Ruiz-Tagle, político chileno, presidente entre 1994 y 2000.
- 27 de junio: 
  - Bruce Johnston, músico estadounidense, de la banda The Beach Boys.
  - Chris Irwin, piloto de automovilismo británico.
- 30 de junio: 
  - Esteban Abad, escritor y periodista argentino.
  - Robert Ballard, oceanógrafo estadounidense.

### Julio
- 1 de julio: 
  - Mario Rapoport, economista, intelectual y catedrático argentino.
  - Julia Higgins, química y física británica.
  - Geneviève Bujold, actriz canadiense.
- 2 de julio: 
  - Vicente Fox Quesada, presidente mexicano entre 2000 y 2006.
  - Juan Cutillas, futbolista y entrenador de fútbol español.
- 4 de julio: Jorge Hidalgo, historiador chileno.
- 6 de julio: Fello Suberví, abogado y político dominicano.
- 7 de julio: Alicia Arellano Tapia, política mexicana.

- 10 de julio:

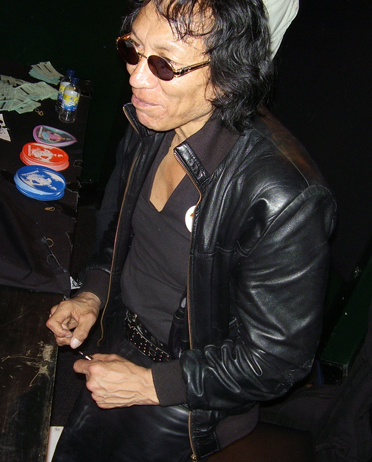
Sixto Rodríguez

  - Isidre Fainé, directivo empresarial español.
  - Sixto Rodríguez, músico y compositor estadounidense de origen mexicano.
- 13 de julio: Harrison Ford, actor estadounidense.
- 15 de julio: 

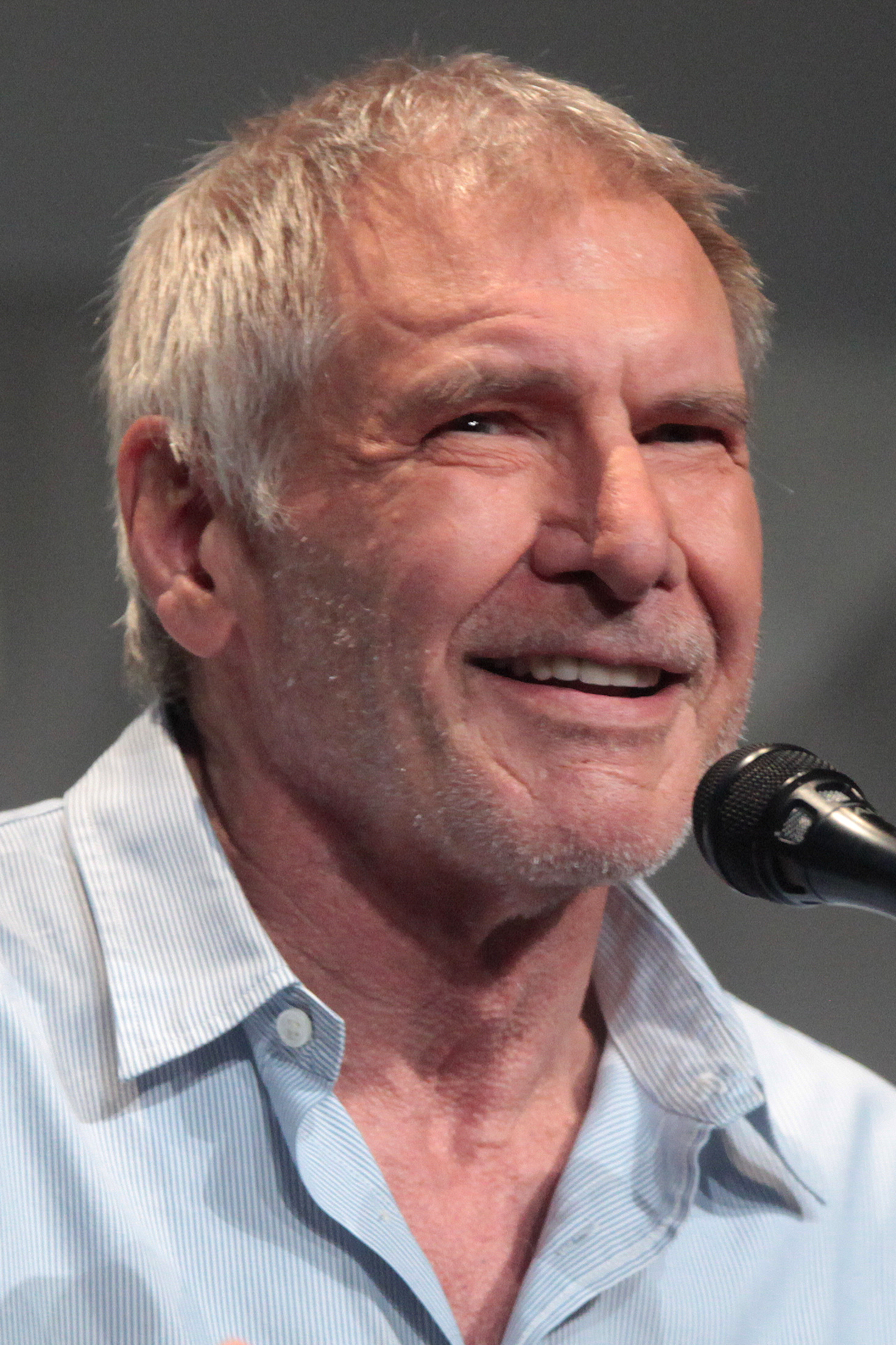

  - Vivian Malone Jones, activista pro derechos civiles estadounidense (f. 2005).
  - Philippe Ouedraogo, ingeniero y líder político burkinés.
  - Mil Máscaras, luchador mexicano.
- 18 de julio: Walter Ríos, músico de tango argentino, compositor, director e intérprete de bandoneón.
- 23 de julio: Myra Hindley, asesina británica (f. 2002).
- 24 de julio: Heinz, cantante y bajista británico de origen alemán (f. 2000).
- 24 de julio: Chris Sarandon, actor estadounidense.
- 27 de julio: Susan Silo, actriz de voz estadounidense.
- 30 de julio: 
  - José Luis Bollea, cantante, director y compositor argentino (f. 2010).
  - Danny Daniel, cantante y compositor español.
- 31 de julio: Jaime Ignacio del Burgo Tajadura, político español.

### Agosto
- 1 de agosto: Giancarlo Giannini, actor italiano.
- 2 de agosto: 
  - Isabel Allende, escritora chilena.
  - Leo Beenhakker, entrenador neerlandés.
  - Louis Falco, coreógrafo estadounidense.
  - Ilija Pantelić, jugador y entrenador de fútbol bosnio (f. 2014).
- 5 de agosto: 
  - Marta Taboada, abogada y activista argentina (f. 1977).
  - Sergio Ramírez, escritor y político nicaragüense.
- 6 de agosto: Francesc Pi de la Serra, cantante español en lengua catalana.
- 7 de agosto: 
  - Ahmed Ould Daddah, político y economista mauritano.
  - B. J. Thomas, cantante estadounidense.
  - Tobin Bell, actor estadounidense.
- 11 de agosto: Tabajara Ruas, escritor, periodista y cineasta brasileño.
- 14 de agosto: Francisco Labastida Ochoa, político y economista mexicano.
- 15 de agosto: Héctor Alarcón Correa, docente y agricultor colombiano (f. 2012).
- 19 de agosto: 
  - Jorgelina Aranda, actriz, modelo y vedette argentina (f. 2015).
  - Fred Thompson, político y actor estadounidense.
  - Alfredo Gómez Urcuyo, veterinario y político nicaragüense.
- 23 de agosto: Susana Vieira, actriz brasileña.
- 27 de agosto: 
  - Per Stig Møller, político danés.
  - Tanya Atwater, geofísica y geóloga estadounidense.
- 29 de agosto: Carmen Díez de Rivera, política española (f. 1999).
- 30 de agosto: John Kani, actor sudafricano.

### Septiembre
- 2 de septiembre: Gustavo Angarita, actor colombiano.
- 3 de septiembre: 
  - Al Jardine, músico estadounidense, de la banda The Beach Boys.
  - Gregorio Rosa Chávez, cardenal y obispo católico salvadoreño.
- 4 de septiembre: 
  - Biser Kirov, cantante (tenor) pop, productor y diplomático búlgaro.
  - Alberto Ramón Vilanova, psicólogo argentino (f. 2003).
- 5 de septiembre: 
  - Eduardo Mata, músico mexicano (f. 1995).
  - Werner Herzog, director, productor, guionista y actor alemán.
- 10 de septiembre: 
  - Ary Coslov, director y actor brasileño.
  - Christine Darden, matemática, analista de datos e ingeniera aeronáutica estadounidense.
- 11 de septiembre: Ana María Anton, bióloga argentina.
- 17 de septiembre: Lupe Ontiveros, actriz estadounidense (f. 2012).
- 18 de septiembre: Gabriella Ferri, cantante italiana (f. 2004).
- 21 de septiembre: Luis Mateo Díez, escritor español.
- 22 de septiembre: 
  - Annette Funicello, actriz y cantante estadounidense (f. 2013).
  - Marina Mayoral, escritora y profesora española.
  - David Stern, abogado estadounidense y comisionado de la NBA (f. 2020)
- 23 de septiembre: Miguel Ángel Ciuro Caldani, jurista argentino, exponente de la Teoría Trialista del mundo jurídico.
- 24 de septiembre: Hanna Damásio, neuróloga portuguesa.
- 26 de septiembre: 
  - Emilio Gutiérrez Caba, actor español.
  - Kent McCord, actor estadounidense.
- 28 de septiembre: 
  - Donna Leon, escritora estadounidense.
  - Marshall Bell, actor estadounidense.
- 29 de septiembre: 
  - Madeline Kahn, actriz estadounidense (f. 1999).
  - Ian McShane, actor británico.

### Octubre
- 1 de octubre: 
  - Jean-Pierre Jabouille, automovilista francés.
  - Marquito Montoya (Carlos Rodríguez), cantante y compositor argentino de música pop.
- 2 de octubre: Steve Sabol, productor audiovisual estadounidense (f. 2012).
- 3 de octubre: Roberto Perfumo, futbolista argentino (f. 2016).
- 6 de octubre: Britt Ekland, actriz sueca.
- 10 de octubre: Francisco Andrés Escobar, actor, escritor y periodista salvadoreño (f. 2010).
- 11 de octubre: James Oliver Huberty, asesino en masa y responsable de la Masacre del Mcdonald's de 1984.
- 11 de octubre: Amitabh Bachchan, actor, presentador de televisión y productor indio de Bollywood
- 13 de octubre: Rutanya Alda, actriz estadounidense de origen letón.
- 14 de octubre: Manuel Herrera, cineasta, documentalista y guionista cubano.
- 15 de octubre: Carlos Núñez Cortés, comediante argentino y miembro de Les Luthiers.
- 19 de octubre: Iñaki Gabilondo, periodista español.
- 21 de octubre: Guy Saint-Vil, futbolista haitiano.
- 22 de octubre: Annette Funicello, actriz y cantante estadounidense (f. 2013).
- 23 de octubre: Michael Crichton, escritor y guionista estadounidense (f. 2008).
- 25 de octubre: Jaime Barbini, actor colombiano (f. 2022).
- 26 de octubre: 
  - Bob Hoskins, actor y director británico (f. 2014).
  - Jonathan Williams, piloto de automovilismo británico (f. 2014).

### Noviembre
- 1 de noviembre: Larry Flynt, editor estadounidense (f. 2021).
- 1 de noviembre: Aída Rubino, actriz de cine, teatro y televisión argentina (f. 2021).
- 2 de noviembre: Stefanie Powers, actriz y cantante estadounidense.
- 6 de noviembre: Ken Patera, halterófilo (levantador de pesas) estadounidense, hermano del jugador de fútbol americano Jack Patera.
- 7 de noviembre: Roger Bartra, antropólogo, sociólogo y académico mexicano.
- 8 de noviembre: Sara Gómez, cineasta y feminista cubana de raza negra (f. 1974).
- 8 de noviembre: Sandro Mazzola, futbolista italiano.
- 12 de noviembre: Cristina Peri Rossi, poeta, narradora y ensayista uruguaya.
- 13 de noviembre: Andrea D’Odorico, productor teatral y escenógrafo italiano (f. 2014).
- 15 de noviembre: Daniel Barenboim, director de orquesta y pianista argentino-israelí.
- 17 de noviembre: Martin Scorsese, cineasta estadounidense.
- 18 de noviembre: Linda Evans, actriz de televisión estadounidense.
- 18 de noviembre: Mónica Randall, presentadora de televisión y actriz española.
- 18 de noviembre: Susan Sullivan, actriz estadounidense.
- 19 de noviembre: Calvin Klein, diseñador de moda estadounidense.
- 19 de noviembre: Morís, cantante, músico y compositor argentino.
- 20 de noviembre: Joe Biden, político estadounidense, 47.º vicepresidente entre 2009 y 2017, y presidente entre 2021 y 2025.
- 24 de noviembre: Billy Connolly, actor y comediante británico-escocés.
- 25 de noviembre: María Elena de Cañizales, política venezolana.[1]
- 25 de noviembre: Mary da Cuña, actriz y directora teatral uruguaya (f. 2016).
- 27 de noviembre: Manolo Blahnik, diseñador de moda español.
- 27 de noviembre: Jimi Hendrix, músico estadounidense de rock (f. 1970).
- 30 de noviembre: Francisco Chaparro, entrenador español de fútbol.
- 30 de noviembre: María Ángeles Durán, socióloga, economista, profesora, escritora e investigadora española.

### Diciembre
- 3 de diciembre: Pedro Virgilio Rocha, futbolista uruguayo (f. 2013).
- 6 de diciembre: Silvio Ángel, actor colombiano.
- 7 de diciembre: Rudy Márquez, cantante venezolano.
- 9 de diciembre: Billy Bremner, futbolista escocés (f. 1997).
- 14 de diciembre: Juan Diego, actor español (f. 2022).
- 15 de diciembre: 
  - Canela, periodista y presentadora de televisión ítaloargentina.
  - Dave Clark, cantante y baterista británico de la banda The Dave Clark Five.
- 17 de diciembre: Juan de Dios Román,  aentrenador de balonmano español (f. 2020).
- 20 de diciembre: María Rosa Fugazot,  actriz, comediante, cantante y ex vedette argentina.
- 21 de diciembre: Hu Jintao, político chino.
- 23 de diciembre: Quentin Bryce, exgobernadora general australiana.
- 27 de diciembre: Oscar Cardozo Ocampo, pianista, compositor, director de orquesta y arreglista argentino.
- 29 de diciembre: Jorge Alberto Leanza, árbitro de fútbol mexicano.
- 31 de diciembre: Andy Summers, músico británico.

### Fecha desconocida
- Ignacio Rodríguez Iturbe, hidrólogo venezolano estadounidense.
- Helen Umaña, escritora hondureña.

## Fallecimientos
- 6 de enero: Aleksandr Beliáyev, escritor ruso de ciencia ficción (n. 1884).
- 9 de enero: Juan Veltroni, arquitecto italiano (n. 1880).
- 12 de enero: Vladímir Petliakov, diseñador de aviones ruso (n. 1891).
- 22 de enero: Walter Richard Sickert, pintor impresionista británico de origen alemán (n. 1860).
- 22 de febrero: Stefan Zweig, escritor austríaco (n. 1881).
- 22 de febrero: Vera Timanova, pianista rusa (n. 1855).
- 24 de febrero: Anton Drexler, jefe del Partido Nazi entre 1919 y 1921 (n. 1884).
- 8 de marzo: José Raúl Capablanca y Graupera, ajedrecista cubano (n. 1888).
- 10 de marzo: sir William Henry Bragg, físico británico, premio Nobel de Física en 1915.
- 16 de marzo: Yákov Perelmán, escritor y divulgador científico ruso (n. 1882).
- 16 de marzo: Alexander von Zemlinsky, director de orquesta austriaco.
- 28 de marzo: Miguel Hernández, poeta español (n. 1910).
- 17 de abril: Jean Perrin, físico-químico francés, premio Nobel de Física en 1926 (n. 1870).
- 27 de abril: Emil von Sauer, compositor, pianista, editor de partituras y profesor de piano alemán (n. 1862).
- 22 de abril: Fritz Platten, socialista suizo (n. 1883).
- 15 de julio: Roberto Marcelino Ortiz, abogado y político argentino (n. 1886).
- 26 de julio: Roberto Arlt, novelista, dramaturgo y periodista argentino (n. 1900).
- 26 de julio: Titus Brandsma, sacerdote carmelita y filósofo, asesinado por los nazis (n. 1881).
- 3 de agosto: Richard Willstätter, químico alemán, premio Nobel de Química en 1915 (n. 1872).
- 18 de agosto: Erwin Schulhoff, compositor checo (n. 1894).
- 1 de septiembre: Juan José Domínguez Muñoz, falangista antifranquista (n. 1916).
- 14 de septiembre: Rubén Ruiz Ibárruri, hijo de La Pasionaria, durante la Batalla de Stalingrado. Héroe de la Unión Soviética a título póstumo (n. 1920).
- 15 de septiembre: Gabriel Terra, presidente uruguayo (n. 1873).
- 18 de octubre: Mijaíl Nésterov, pintor ruso (n. 1862).
- 12 de noviembre: Amparo López Jean, galleguista y sufragista española (n. 1885).
- 7 de diciembre: Manuel García Morente, sacerdote, filósofo y teólogo español (n. 1886).
- 22 de diciembre: Franz Boas, antropólogo estadounidense (n. 1858).
- 27 de diciembre: William George Morgan, educador estadounidense e inventor del vóleibol.
- José María Eguren, poeta peruano.

## Arte y literatura
- Albert Camus: El extranjero, El mito de Sísifo.
- Arturo D. Hernández: Sangama.
- Camilo José Cela: La familia de Pascual Duarte.
- C. S. Lewis: Cartas del diablo a su sobrino.
- Francis Ponge: De parte de las cosas.
- Helmut Flieg: Rehenes.
- Saint-John Perse: Exilio.
- T. S. Eliot publica el último de los Cuatro cuartetos: "Little Gidding".
- André Breton dicta su conferencia "Situación del Surrealismo entre las dos guerras" en la Universidad de Yale.
- Edward Hopper termina su pintura más reconocida: Nighthawks.
- Agatha Christie: Un cadáver en la biblioteca, Cinco cerditos, El caso de los anónimos.
- John Steinbeck: The Moon Is Down.
- Antoine de Saint-Exupéry: Piloto de guerra.

## Deporte
- El FC Barcelona crea las secciones de balonmano y hockey sobre patines en línea disciplinas en las que es actualmente el club más laureado del mundo.
- Campeonato Uruguayo de Fútbol: Nacional se consagra campeón por decimoséptima vez.
- Se crea uno de los equipos de la Liga Venezolana de Béisbol Profesional, los Cardenales de Lara.

## Cine

### Estrenos
- 1 de abril: Había un padre de Yasujirō Ozu.
- 13 de agosto: Bambi de David Hand.
- 26 de noviembre: Casablanca de Michael Curtiz (EE. UU.). Con Ingrid Bergman y Humphrey Bogart.

- Abismo de pasión (Kings Row), de Sam Wood.
- El asunto del día (The talk of the town), de George Stevens.
- Bailando nace el amor (You Were Never Lovelier), de William A. Seiter.
- El Baisano Jalil de Joaquín Pardavé (México). Con Joaquín Pardavé y Sara García
- El cisne negro (The black swan), de Henry King.
- El cuarto mandamiento (The Magnificent Ambersons), de Orson Welles.
- Estambul ("Journey into Fear"), de Norman Foster.
- La extraña pasajera ("Now, Voyager"), de Irving Rapper.
- Historia de un gran amor de Julio Bracho (México). Película de época con Jorge Negrete, Gloria Marín, Andrés Soler, Domingo Soler, Sara García y Ernesto Alonso
- La isla Wake ("Wake Island"), de John Farrow.
- Jornada desesperada ("Desperate journey"), de Raoul Walsh.
- Me casé con una bruja ("I Married a Witch"), de René Clair.
- La mujer del año ("Woman of the year"), de George Stevens.
- La mujer pantera ("Cat People"), de Jacques Tourneur.
- Niebla en el pasado (Random Harvest), de Mervyn LeRoy.
- La mayor y la menor ("The major and the minor"), de Billy Wilder.
- El orgullo de los yankis ("The pride of the yankees"), de Sam Wood.
- Piratas del mar Caribe ("Reap the wild wind"), de Cecil B. DeMille.
- Recuerdo de amor ("Un garibaldino al convento"), de Vittorio De Sica.
- Sabotaje ("Sabotage"), de Alfred Hitchcock.
- La señora Miniver ("Mrs. Miniver"), de William Wyler.
- Ser o no ser ("To Be or Not to Be"), de Ernst Lubitsch.
- Los usurpadores ("The Spoilers"), de Ray Enright.
- Yanqui Dandy ("Yankee Doodle Dandy"), de Michael Curtiz.

## Premios Nobel
- Física: un tercio destinado al fondo principal y dos tercios al fondo especial de esta sección del premio.[2]
- Química: un tercio destinado al fondo principal y dos tercios al fondo especial de esta sección del premio.[2]
- Medicina: un tercio destinado al fondo principal y dos tercios al fondo especial de esta sección del premio.[2]
- Literatura: un tercio destinado al fondo principal y dos tercios al fondo especial de esta sección del premio.[2]
- Paz: un tercio destinado al fondo principal y dos tercios al fondo especial de esta sección del premio.[2]